# Lindon
Lindon so v fantazijskih delih o Srednjem svetu angleškega pisatelja J.R.R. Tolkiena pokrajine zahodno od Sinjega pogorja. To so tiste pokrajine, ki so po burnem koncu Prvega veka ostale nad morjem - bivši Ossiriand; Lindon je torej edino območje v Beleriandu, ki je preživelo Bitko jeze (War of Wrath).
Ime Lindon dobesedno pomeni pokrajina glasbe, izhaja pa iz pesnitev Laiquendijev - zelenih vilinov.
V Lindonu so večinoma živeli vilini. Med najbolj znanimi prebivalci je bil Ereinion, Fingonov sin in zadnji visoki kralj Noldorjev.